# Município de Morgan (condado de Morgan, Ohio)
O município de Morgan (em inglês: Morgan Township) é um município localizado no condado de Scioto no estado estadounidense de Ohio. No ano de 2010 tinha uma população de 2.520 habitantes e uma densidade populacional de 32,43 pessoas por km².

## Geografia
O município de Morgan encontra-se localizado nas coordenadas 38° 55′ 30″ N, 83° 05′ 18″ O. Segundo o Departamento do Censo dos Estados Unidos, o município tem uma superfície total de 77.72 km², da qual 76,81 km² correspondem a terra firme e (1,16 %) 0,9 km² é água.

## Demografia
Segundo o censo de 2010, tinha 2.520 habitantes residindo no município de Morgan. A densidade populacional era de 32,43 hab./km². Dos 2.520 habitantes, o município de Morgan estava composto pelo 96,75 % brancos, o 0,32 % eram afroamericanos, o 1,07 % eram amerindios, o 0,12 % eram asiáticos, o 0,04 % eram de outras raças e o 1,71 % eram de uma mistura de raças. Do total da população o 0,56 % eram hispanos ou latinos de qualquer raça.